# Metilio
Metilio (en griego, Μεθύλιον) es el nombre de una antigua ciudad griega de Tesalia. 
La existencia de la ciudad esta atestiguada por testimonios epigráficos y numismáticos. Se conservan monedas de Metilio que se han fechado entre los siglos V y IV a. C. donde figura la leyenda «ΜΕΘΥ» o «ΜΕΘΥΛΙΕΩΝ». A través de ellas se deduce que en la ciudad se rendía culto a Atenea.
Hay documentado también un teorodoco de Metilio hacia los años 230-220 para acoger al teoro de Delfos.
Es posible que sea la misma ciudad que Esteban de Bizancio ubica en Tesalia con el nombre de Metidrio.
Se desconoce su localización exacta aunque se ha sugerido que podría haberse ubicado en la actual población de Mirina debido a que de allí proceden unas baldosas del siglo III a. C. donde está inscrito el nombre de Μεθυλιέων.